# بيانات كرة القدم. دي إي
بيانات كرة القدم. دي إي هو موقع ويب باللغة الألمانية يجمع إحصاءات شاملة عن المستويات الخمسة في كرة القدم الألمانية.
يقدم الموقع إحصائيات عن الدوري الألماني والبوندسليغا 2 والبوندسليغا 3، ويقدم إحصائيات عن المباريات وتشكيلات المنتخبات منذ تأسيس البطولات في عام 1963 وعام 1974 وعام 2008 على التوالي.

## وصلات خارجية
- بيانات كرة القدم (بالألمانية)